# 西畴锥
西畴锥（学名：Castanopsis xichouensis），为壳斗科锥属下的一个植物种。